# Donji Velešići
Mjesna zajednica Donji Velešići je rubna mjesna zajednica u općini Centar. Obuhvaća dijelove triju ulica s malim brojem stanovnika, međutim na teritoriju Donjih Velešića nalaze se za stanovnike Sarajeva dva veoma važna objekta – farmaceutsko poduzeće Bosnalijek i Gradsko groblje Bare.  

## Vanjske poveznice
- Bosnalijek